# Филмске новости (часопис)
Филмске новости (часопис) је часопис који је излазио током Другог светског рата у периоду од 1941. године до 1944. године у Београду.

## Историјат
Часопис Филмске новости почео је да излази у октобру 1941. године. Оснивач је била фирма Југо-исток, која се бавила увозом и дистрибуцијом немачких филмова. Филмске новости су нудиле описе филмова и формације из кинематографије. Текстови у часопису су у почетку били и на ћирилици и на латиници, а од број 7 само на ћирилици.

### Периодичност излажења
Лист је излазио сваке треће недеље и био је бесплатан.

### Штампарије
Часопис Филмске новости се од  бр. 5 (1942) штампао у штампарији  "Драг. Поповића" у Београду,  од бр. 14 (1943) у штампарији Ротокал у Београду, а од бр. 20 (1943) у штампарији "Луч" у Београду.

### Формат часописа
Формат часописа је од бр. 7 (1942) био 48 цм, а од бр. 14 (1943) 30 цм.

## Уредници
Уредник је био Константин Шимић. А од броја 20, 1943. године Никола Ристић.

## Галерија
- Број 2 из 1941.
- Насловна страна броја 26, 1944.
- Број 28, последња страна, 1944.
- Број 28, страна 2, 1944.
- Број 28 из 1944. године